# Afton (Minnesota)
Afton is een plaats (city) in de Amerikaanse staat Minnesota, en valt bestuurlijk gezien onder Washington County.

## Demografie
Bij de volkstelling in 2000 werd het aantal inwoners vastgesteld op 2839.
In 2006 is het aantal inwoners door het United States Census Bureau geschat op 2846

## Geografie
Volgens het United States Census Bureau beslaat de plaats een oppervlakte van
68,3 km², waarvan 65,2 km² land en 3,1 km² water.

## Geboren
- Jessica Diggins (26 augustus 1991), langlaufster